# Platygerrhus tarrha
Platygerrhus tarrha är en stekelart som först beskrevs av Walker 1848.  Platygerrhus tarrha ingår i släktet Platygerrhus och familjen puppglanssteklar. Arten är reproducerande i Sverige. Inga underarter finns listade i Catalogue of Life.